# Alvorada do Sul
Alvorada do Sulè un comune del Brasile nello Stato del Paraná, parte della mesoregione del Norte Central Paranaense e della microregione di Porecatu.